# Csenger-Zalán Attila
Csenger-Zalán Attila (Budapest, 1930. augusztus 14. – Törökbálint, 2014. október 6.) jogász, bonni nagykövet, a Kereszténydemokrata Néppárt politikusa. Magyar bajnok atléta.

## Élete

### Ifjúkora és tevékenysége 1990 előtt
Az elemi iskola elvégzése után a Budai Ciszterci Szent Imre Gimnáziumba járt. Tanulmányait 1950-1954 között az Eötvös Loránd Tudományegyetemen folytatta, ahol jogász végzettséget szerzett, majd jogtanácsosként dolgozott.
A középiskolai tanulás mellett kezdett el magas szinten sportolni. Az atlétika sportágán belül a gátfutást választotta, és tagja lett az atléta válogatottnak. Dobogós helyezéseket ért el hazai és nemzetközi versenyeken egyaránt. Az MTK (1948–1954) és a Vasas (1955–1958) színeiben versenyzett.
1954-től a Kohó- és Gépipari Minisztérium jogtanácsosa volt. Az 1956-os forradalom napjaiban munkahelyén a Munkástanács titkárává választották. A szabadságharc leverése után egyedül sportteljesítményének köszönhetően tarthatta meg állását. 1963-tól 1967-ig a NIKEX külkereskedelmi vállalat osztályvezetője volt. 1967-től a Magyar Hajó- és Darugyár osztályvezetője, majd az export főosztály vezetője lett. 1980-ban megszervezte az Interinvest bankot, amelynek 1985-ig az igazgatója volt. Ezt követően a Magyar Hajó- és Darugyár vezérigazgató-helyettese, 1990-től a Ganz Danubius Hajógyár ügyvezető igazgatója volt 1991-ig

### Politikai pályafutása a rendszerváltás után
Nemzetközi kapcsolatainak is köszönhetően, a rendszerváltást követő első szabadon választott kormány miniszterelnöke, Antall József kezdeményezésére Göncz Árpád bonni nagykövetnek nevezte ki 1991. november 22-től 1992. szeptember 10-ig. 1992-ben komolyan felmerült a neve, mint a titkosszolgálatokat felügyelő tárca nélküli miniszteri poszt lehetséges jelöltje. Kiderült azonban, hogy 1988-ban felelőse volt egy halálos kimenetelű közlekedési balesetnek, amiért el is ítélték, ugyanakkor ítélet előzetes mentesítésben részesítette, vagyis nem számított büntetett előéletűnek. Ezt azonban nem jelezte a jelöltsége időszakában, egy bulvárlap említette fel az esetet, és az ebben az időben kialakult bizalmi válsághelyzetben személyes okokra való hivatkozással visszalépett a jelöltségtől. Nagyköveti tisztsége után a Kereszténydemokrata Néppárt külügyi osztályát vezette, majd a párt elnöke, Surján László mellett elnökhelyettesként dolgozott.
Ebben az időszakban hozta létre másodmagával a Hazai Termék - Hazai Munkahely Egyesületet, mellyel a lakosságot magyar termékek vásárlására kívánta ösztönözni. 1997-ben pedig egyik alapítója volt a Pro Patria Összefogás a Kereszténydemokráciáért nevű szervezetnek.
2000 és 2012 között a törökbálinti KDNP szervezet elnöke. 2003-ban a párt országos ügyvezető főtitkárává választották, amely tisztséget 2008-ig töltött be.
2011. augusztus 20-án „Magyarország érdekében végzett több évtizedes munkássága, külügyi szolgálata, életútja elismeréseként” a Magyar Köztársasági Érdemrend Lovagkeresztjével tüntették ki. 2014. október 6-án hunyt el.